# Heilig-Geist-Kirche (Ellwangen)

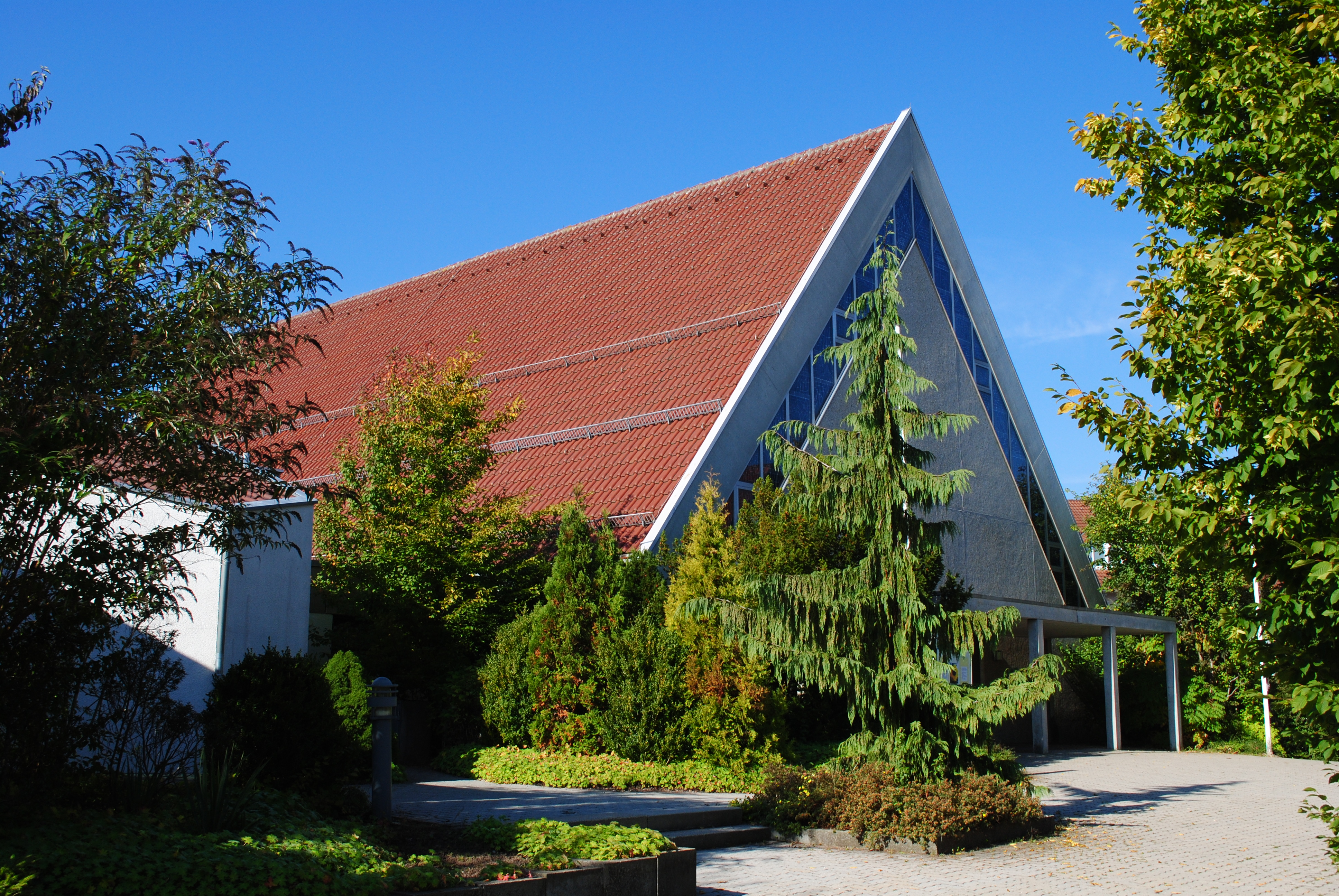
Die Heilig-Geist-Kirche in Ellwangen

Die Heilig-Geist-Kirche in Ellwangen ist eine katholische Kirche im Norden von Ellwangen, die zur Seelsorgeeinheit 1 der Stadt gehört.

## Geschichte
Nach dem Zweiten Weltkrieg entstanden im Norden von Ellwangen durch den Zuzug von Heimatvertriebenen ausgedehnte Siedlungsgebiete. Die überwiegend katholischen Christen wurden ursprünglich der allerdings räumlich sehr weit entfernten Kirchengemeinde St. Vitus in der Stadtmitte von Ellwangen zugeordnet. Schnell entstand der Wunsch nach einer eigenen Kirche, um so auch älteren Menschen den regelmäßigen Besuch ermöglichen zu können. Zwischenzeitlich wurden auch Gottesdienste in den Kindergärten der Siedlungsgebiete abgehalten.
Das Dekanat Ellwangen fasste schließlich im Jahr 1973 den Beschluss, eine Kirche zu bauen. Innerhalb kürzester Zeit wurde in Fertigbauweise ein Kirchengebäude erstellt und konnte schließlich am 25. Oktober 1975 von Weihbischof Anton Herre aus Rottenburg auf den Namen Heilig-Geist-Kirche geweiht werden. Ein knappes Jahr verging, bis auch das Gemeindehaus der neu entstandenen Kirchengemeinde Heilig Geist fertiggestellt war. 1983 kam auch noch ein Pfarrhaus dazu. 2012 wurde die Kirche im Inneren renoviert.

## Kunst
Das von außen sehr schlicht und ohne Turm erbaute Sakralgebäude beeindruckt in seinem Inneren besonders durch die von Künstlerpfarrer Sieger Köder gestalteten Glasfenster. Auf ihnen sind alt- und neutestamentliche sowie kirchengeschichtliche Szenen dargestellt, die das Wirken des Heiligen Geistes in der Kirchen- und der Heilsgeschichte thematisieren.

## Orgel
Die Orgel wurde 2000 von der Giengener Orgelmanufaktur Gebr. Link erbaut. Sie besitzt 19 Register, verteilt auf zwei Manuale und Pedal.